# Pro Wrestling Illustrated

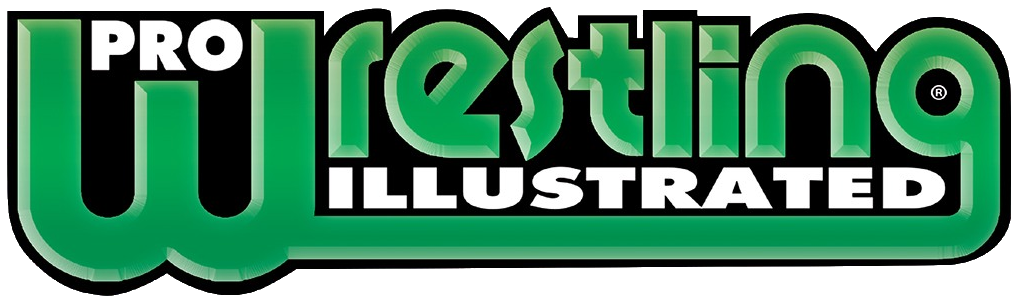
Logo du magazine américain de lutte professionnelle "Pro Wrestling Illustrated".

Pro Wrestling Illustrated (PWI) est un magazine américain spécialisé dans le domaine du catch.
Ce magazine renommé est notamment connu pour les récompenses qu'il distribue au début de chaque année (Catcheur de l'année, Match de l'année, Femme (catcheuse) de l'année...), et pour ses deux classements établis vers le milieu de l'année: le PWI 500 (pour les hommes) et le Top 150 Females (pour les femmes).

## Histoire
Pro Wrestling Illustrated était lancé en 1979. Le magazine est connu pour ne pas briser le kayfabe. Certains des magazines allaient briser ce kayfabe et raconter les dessous du catch; PWI ne l'a jamais fait, traitant traditionnellement toutes les storylines comme réels. Cependant, plus récemment, le magazine a réalisé un éditorial qui était à la limite entre le kayfabe et une écriture franche, pour la première fois utilisant des termes comme "storyline" et faire la différence entre les rivalités "à l'écran" et les controverses dans la vraie vie.
Le PWI ne suit pas que les grosses fédérations, elle couvre aussi quelques organisations indépendantes. Le magazine comprend des histoires au sujet de différents catcheurs et équipes. Le PWI est également connu pour ses différents classements, et plus particulièrement le PWI 500.

### PWI 500
Le Pro Wrestling Illustrated publie en juillet de chaque année sa liste des 500 meilleurs catcheurs de l'année, et ce depuis 1991. Il ne faut pas confondre le PWI 500 et le PWI Wrestler of the Year, établit peu après le début de l'année en se basant sur l'année complète. En effet, le PWI 500 ne tient compte que ce de qui a été accompli de juillet jusqu'au juillet de l'année suivante. De plus, le PWI 500 est établi par les rédacteurs et non par les votes des lecteurs.
Le numéro un du PWI 500 est donné quelques mois avant le reste du classement.
| Année | 1er             | 2e                | 3e                | 4e                  | 5e                  | 6e                  | 7e                | 8e                  | 9e                   | 10e               |
| ----- | --------------- | ----------------- | ----------------- | ------------------- | ------------------- | ------------------- | ----------------- | ------------------- | -------------------- | ----------------- |
| 1991  | Hulk Hogan      | Lex Luger         | Ric Flair         | Randy Savage        | Sting               | Scott Steiner       | Ricky Steamboat   | Steve Williams      | Arn Anderson         | Rick Steiner      |
| 1992  | Sting           | Randy Savage      | Ric Flair         | Rick Rude           | Bret Hart           | Ricky Steamboat     | Jerry Lawler      | Scott Steiner       | The Ultimate Warrior | Steve Austin      |
| 1993  | Bret Hart       | Big Van Vader     | Shawn Michaels    | Sting               | Yokozuna            | Ric Flair           | Lex Luger         | Rick Rude           | Mr. Perfect          | Scott Steiner     |
| 1994  | Bret Hart       | Hulk Hogan        | Ric Flair         | Big Van Vader       | Shawn Michaels      | Steve Austin        | Razor Ramon       | Sting               | Ricky Steamboat      | Owen Hart         |
| 1995  | Diesel          | Shawn Michaels    | Sting             | Bret Hart           | Sabu                | Hulk Hogan          | Big Van Vader     | Randy Savage        | Razor Ramon          | Mitsuharu Misawa  |
| 1996  | Shawn Michaels  | The Giant         | Sting             | Kenta Kobashi       | Ahmed Johnson       | Kevin Nash          | Rey Mysterio Jr.  | Hulk Hogan          | Sabu                 | Ric Flair         |
| 1997  | Dean Malenko    | Mitsuharu Misawa  | Steve Austin      | Diamond Dallas Page | Lex Luger           | The Undertaker      | Shinya Hashimoto  | The Giant           | Jushin Liger         | Chris Benoit      |
| 1998  | Steve Austin    | Goldberg          | Mitsuharu Misawa  | Diamond Dallas Page | The Undertaker      | Kenta Kobashi       | Booker T          | Ken Shamrock        | Jushin Liger         | Chris Jericho     |
| 1999  | Steve Austin    | Rob Van Dam       | Mitsuharu Misawa  | Rey Misterio, Jr.   | The Rock            | Diamond Dallas Page | Keiji Mutō        | The Undertaker      | Goldberg             | Taz               |
| 2000  | Triple H        | The Rock          | Chris Benoit      | Kenta Kobashi       | Jeff Jarrett        | Justin Credible     | Mike Awesome      | Jushin Liger        | Chris Jericho        | Kensuke Sasaki    |
| 2001  | Kurt Angle      | Steve Austin      | Chris Benoit      | Keiji Mutō          | Booker T            | Triple H            | Scott Steiner     | Mitsuharu Misawa    | Chris Jericho        | Rhyno             |
| 2002  | Rob Van Dam     | The Undertaker    | Keiji Mutō        | Chris Jericho       | Eddie Guerrero      | Kurt Angle          | Edge              | Yuji Nagata         | The Rock             | Triple H          |
| 2003  | Brock Lesnar    | Triple H          | Kurt Angle        | Keiji Mutō          | Chris Jericho       | The Big Show        | Booker T          | Kenta Kobashi       | Eddie Guerrero       | Rob Van Dam       |
| 2004  | Chris Benoit    | Eddie Guerrero    | Triple H          | Kenta Kobashi       | Randy Orton         | Toshiaki Kawada     | John Cena         | A.J. Styles         | Shawn Michaels       | Chris Jericho     |
| 2005  | Batista         | John Cena         | Satoshi Kojima    | Triple H            | JBL                 | Kurt Angle          | A.J. Styles       | Edge                | Shelton Benjamin     | Hiroyoshi Tenzan  |
| 2006  | John Cena       | Kurt Angle        | Edge              | Samoa Joe           | Místico             | Rey Mysterio        | Brock Lesnar      | Kenta Kobashi       | Shawn Michaels       | Jeff Jarrett      |
| 2007  | John Cena       | Edge              | Místico           | Kurt Angle          | The Undertaker      | Shawn Michaels      | Christian Cage    | Perro Aguayo, Jr.   | Bobby Lashley        | Takeshi Morishima |
| 2008  | Randy Orton     | Kurt Angle        | Triple H          | Samoa Joe           | Edge                | The Undertaker      | Shawn Michaels    | Nigel McGuinness    | John Cena            | Shinsuke Nakamura |
| 2009  | Triple H        | Chris Jericho     | John Cena         | Edge                | Randy Orton         | Nigel McGuinness    | Hiroshi Tanahashi | CM Punk             | Sting                | Último Guerrero   |
| 2010  | AJ Styles       | John Cena         | CM Punk           | Randy Orton         | Chris Jericho       | Batista             | Shinsuke Nakamura | The Undertaker      | Kurt Angle           | Sheamus           |
| 2011  | The Miz         | Randy Orton       | John Cena         | Kane                | Takashi Sugiura     | Alberto Del Rio     | Mr. Anderson      | Rey Mysterio        | Eddie Edwards        | CM Punk           |
| 2012  | CM Punk         | Bobby Roode       | John Cena         | Daniel Bryan        | Sheamus             | Jun Akiyama         | Davey Richards    | Kurt Angle          | Mark Henry           | Alberto Del Rio   |
| 2013  | John Cena       | CM Punk           | Hiroshi Tanahashi | Bully Ray           | Kazuchika Okada     | Sheamus             | Jeff Hardy        | Alberto Del Rio     | Dolph Ziggler        | Kevin Steen       |
| 2014  | Daniel Bryan    | Randy Orton       | John Cena         | AJ Styles           | Kazuchika Okada     | Bray Wyatt          | Roman Reigns      | Magnus              | Adam Cole            | Bully Ray         |
| 2015  | Seth Rollins    | John Cena         | A.J. Styles       | Roman Reigns        | Shinsuke Nakamura   | Randy Orton         | Jay Briscoe       | Rusev               | Alberto El Patron    | Kevin Owens       |
| 2016  | Roman Reigns    | Kazuchika Okada   | Finn Bálor        | A.J. Styles         | Jay Lethal          | Kevin Owens         | Shinsuke Nakamura | Seth Rollins        | Dean Ambrose         | John Cena         |
| 2017  | Kazuchika Okada | A.J. Styles       | Kevin Owens       | Roman Reigns        | Kenny Omega         | Shinsuke Nakamura   | Dean Ambrose      | Samoa Joe           | Bobby Roode          | The Miz           |
| 2018  | Kenny Omega     | A.J. Styles       | Kazuchika Okada   | Brock Lesnar        | Seth Rollins        | Braun Strowman      | Roman Reigns      | Cody                | Tetsuya Naitō        | The Miz           |
| 2019  | Seth Rollins    | Daniel Bryan      | A.J. Styles       | Kofi Kingston       | Kazuchika Okada     | Johnny Gargano      | Roman Reigns      | Kenny Omega         | Hiroshi Tanahashi    | Will Ospreay      |
| 2020  | Jon Moxley      | Adam Cole         | Chris Jericho     | Drew McIntyre       | Tetsuya Naitō       | Kazuchika Okada     | Cody Rhodes       | Seth Rollins        | Kofi Kingston        | A.J. Styles       |
| 2021  | Kenny Omega     | Roman Reigns      | Bobby Lashley     | Drew McIntyre       | Kōta Ibushi         | Jon Moxley          | Will Ospreay      | Finn Bálor          | Shingo Takagi        | Rich Swann        |
| 2022  | Roman Reigns    | Kazuchika Okada   | CM Punk           | Adam Page           | Bobby Lashley       | Cody Rhodes         | Bryan Danielson   | El Hijo Del Vikingo | Big E                | Jonathan Gresham  |
| 2023  | Seth Rollins    | Roman Reigns      | Jon Moxley        | Gunther             | El Hijo Del Vikingo | MJF                 | Kazuchika Okada   | Orange Cassidy      | Josh Alexander       | Cody Rhodes       |
| 2024  | Cody Rhodes     | Swerve Strickland | Will Ospreay      | Seth Rollins        | Tetsuya Naitō       | Damian Priest       | MJF               | Jon Moxley          | Gunther              | Místico           |

### PWI Women's
Inauguré en 2008, le PWI Female 50 est l'équivalent féminin du PWI 500. Il est lui aussi établi de juillet jusqu'au juillet suivant par les rédacteurs du magazine. Comme pour les hommes, la numéro un du classement est dévoilée avant le classement entier.
À partir de 2018, 100 catcheuses sont classées dans le classement, puis 150 à partir de 2021.
Il ne doit pas être confondu avec le PWI Woman of the Year, établi dans les mêmes conditions que le PWI Wrestler of the Year.
| Année | 1                   | 2                  | 3                   | 4                   | 5                | 6                   | 7                   | 8                  | 9                  | 10                |
| ----- | ------------------- | ------------------ | ------------------- | ------------------- | ---------------- | ------------------- | ------------------- | ------------------ | ------------------ | ----------------- |
| 2008  | Awesome Kong        | Beth Phoenix       | Gail Kim            | Mickie James        | MsChif (en)      | Sara Del Rey        | Roxxi Laveaux       | Melina             | Michelle McCool    | Candice Michelle  |
| 2009  | Mickie James        | Angelina Love      | Melina              | MsChif (en)         | Tara             | Awesome Kong        | Beth Phoenix        | Michelle McCool    | Maryse             | Taylor Wilde      |
| 2010  | Michelle McCool     | Angelina Love      | Mercedes Martinez   | Cheerleader Melissa | Eve Torres       | Madison Rayne       | Beth Phoenix        | Mickie James       | MsChif (en)        | Maryse            |
| 2011  | Madison Eagles (en) | Mercedes Martinez  | Mickie James        | Natalya             | Madison Rayne    | Cheerleader Melissa | Beth Phoenix        | Tara               | MsChif (en)        | Sara Del Rey      |
| 2012  | Gail Kim            | Beth Phoenix       | Cheerleader Melissa | Sara Del Rey        | Jessicka Havok   | Layla               | Miss Tessmacher     | Saraya Knight      | Mercedes Martinez  | Tara              |
| 2013  | Cheerleader Melissa | Mickie James       | Saraya Knight       | Jessicka Havok      | Kaitlyn          | Gail Kim            | Kacee Carlisle (en) | Tara               | AJ Lee             | Mercedes Martinez |
| 2014  | Paige               | AJ Lee             | Gail Kim            | Cheerleader Melissa | LuFisto          | Angelina Love       | Ivelisse Vélez      | Courtney Rush      | Natalya            | Charlotte         |
| 2015  | Nikki Bella         | Paige              | Sasha Banks         | Santana Garrett     | Gail Kim         | Charlotte           | Naomi               | Cherry Bomb        | Courtney Rush      | Taryn Terrell     |
| 2016  | Charlotte           | Sasha Banks        | Asuka               | Becky Lynch         | Bayley           | Jade                | Natalya             | Gail Kim           | Sexy Star          | Sienna            |
| 2017  | Asuka               | Charlotte          | Alexa Bliss         | Sasha Banks         | Bayley           | Io Shirai           | Natalya             | Sienna             | Naomi              | Kairi Sane        |
| 2018  | Ronda Rousey        | Alexa Bliss        | Charlotte           | Io Shirai           | Asuka            | Shayna Baszler      | Carmella            | Nia Jax            | Mayu Iwatani       | Kairi Sane        |
| 2019  | Becky Lynch         | Charlotte          | Ronda Rousey        | Shayna Baszler      | Tessa Blanchard  | Bayley              | Natalya             | Io Shirai          | Mercedes Martinez  | Nicole Savoy      |
| 2020  | Bayley              | Becky Lynch        | Asuka               | Charlotte Flair     | Sasha Banks      | Hikaru Shida        | Tessa Blanchard     | Riho               | Io Shirai          | Mayu Iwatani      |
| 2021  | Bianca Belair       | Utami Hayashishita | Deonna Purrazzo     | Britt Baker         | Thunder Rosa     | Sasha Banks         | Syuri (en)          | Io Shirai          | Tam Nakano         | Raquel Gonzalez   |
| 2022  | Syuri (en)          | Bianca Belair      | Thunder Rosa        | Becky Lynch         | Jade Cargill     | Jordynne Grace      | Saya Kamitani       | Charlotte Flair    | Starlight Kid (en) | Taya Valkyrie     |
| 2023  | Rhea Ripley         | Giulia             | Bianca Belair       | Jamie Hayter        | Tam Nakano       | Athena              | Deonna Purrazzo     | Willow Nightingale | Kamille            | Jordynne Grace    |
| 2024  | Toni Storm          | Jordynne Grace     | Rhea Ripley         | Maika               | Stephanie Vaquer | Sareee (en)         | Bayley              | Willow Nightingale | Mariah May         | Athena            |

### PWI Tag Team
Inauguré en 2020, le PWI Tag Team énumère les 50 meilleures équipes de l'année. À partir de 2022, le classement est agrandi pour atteindre 100 équipes. Il comporte aussi bien les équipes masculines que féminines. Il ne doit pas être confondu avec le prix PWI Tag Team of the Year décerné en fin d'année.
| Année | 1                                 | 2                                                 | 3                                             | 4                                                      | 5                                                         | 6                                               | 7                                                        | 8                                                                | 9                                                  | 10                                                |
| ----- | --------------------------------- | ------------------------------------------------- | --------------------------------------------- | ------------------------------------------------------ | --------------------------------------------------------- | ----------------------------------------------- | -------------------------------------------------------- | ---------------------------------------------------------------- | -------------------------------------------------- | ------------------------------------------------- |
| 2020  | FTR (Dax Harwood et Cash Wheeler) | Kenny Omega et Adam Page                          | Golden Role Models (Bayley et Sasha Banks)    | The North (Ethan Page et Josh Alexander)               | The Street Profits (Angelo Dawkins et Montez Ford)        | Guerrillas of Destiny (Tama Tonga et Tanga Loa) | Lucha Brothers (Penta El Zero Miedo et Rey Fénix)        | The New Day (Big E, Xavier Woods et Kofi Kingston)               | Kabuki Warriors (Kairi Sane et Asuka)              | Roppongi 3K (Sho et Yoh)                          |
| 2021  | Young Bucks (Matt etNick Jackson) | Lucha Brothers (Penta El Zero Miedo et Rey Fénix) | Dangerous Tekkers (Zack Sabre, Jr. et Taichi) | The Usos (Jimmy et Jey Uso)                            | Alto Livello Kabaliwan (Syuri (en) et Giulia)             | MSK (Wes Lee et Nash Carter (en))               | Nia Jax et Shayna Baszler                                | Suzuki-gun (El Desperado et Yoshinobu Kanemaru)                  | The Street Profits (Angelo Dawkins et Montez Ford) | The Good Brothers (Luke Gallows et Karl Anderson) |
| 2022  | The Usos (Jimmy et Jey Uso)       | FTR (Dax Harwood et Cash Wheeler)                 | The Briscoe Brothers (Jay et Mark Briscoe)    | Death Triangle (Penta El Zero Miedo, Rey Fénix et PAC) | Hazuki (en) et Koguma (en)                                | RK-Bro (Randy Orton et Matt Riddle)             | The OC (Luke Gallows et Karl Anderson)                   | Young Bucks (Nick et Matt Jackson)                               | The Hex (Allysin Kay et Marti Belle)               | Violence is Forever (Dominic Garrini et Kevin Ku) |
| 2023  | FTR (Dax Harwood et Cash Wheeler) | Aussie Open (Mark Davis et Kyle Fletcher)         | Kevin Owens et Sami Zayn                      | Bishamon (Hirooki Goto et Yoshi-Hashi)                 | The Motor City Machine Guns (Chris Sabin et Alex Shelley) | ABC (Ace Austin et Chris Bey)                   | The Acclaimed (Anthony Bowens, Max Caster et Billy Gunn) | The Judgment Day (Finn Bálor, Damian Priest et Dominik Mysterio) | Damage CTRL (Bayley, Dakota Kai et Iyo Sky)        | 7Upp (Nanae Takahashi (en) et Yuu (en))           |
| 2024  | Bianca Belair et Jade Cargill     | Nathan Frazer (en) et Axiom (en)                  | Bishamon (Hirooki Goto et Yoshi-Hashi)        | The Young Bucks (Matt et Nick Jackson))                | TMDK (Mikey Nicholls & Shane Haste)                       | ABC (Ace Austin et Chris Bey)                   | Saito Brothers (en) (Jun Saito et Rei Saito)             | The Bloodline (Tama Tonga et Tonga Loa)                          | Crazy Star (Suzu Suzuki (en) et Mei Seira (en))    | FTR (Dax Harwood et Cash Wheeler)                 |

## Catcheurs les plus présents dans le top 10
| Catcheur          | Top 10  | Meilleure place |
| ----------------- | ------- | --------------- |
| John Cena         | 13 fois | 1er             |
| A.J. Styles       | 10 fois | 1er             |
| Chris Jericho     | 10 fois | 2e              |
| Kurt Angle        | 9 fois  | 1er             |
| Roman Reigns      | 9 fois  | 1er             |
| Kazuchika Okada   | 9 fois  | 1er             |
| Shawn Michaels    | 8 fois  | 1er             |
| Triple H          | 8 fois  | 1er             |
| Sting             | 7 fois  | 1er             |
| Randy Orton       | 7 fois  | 1er             |
| Seth Rollins      | 7 fois  | 1er             |
| The Undertaker    | 7 fois  | 2e              |
| Steve Austin      | 6 fois  | 1er             |
| CM Punk           | 6 fois  | 1er             |
| Jon Moxley        | 6 fois  | 1er             |
| Edge              | 6 fois  | 2e              |
| Kenta Kobashi     | 6 fois  | 4e              |
| Cody Rhodes       | 5 fois  | 1er             |
| Mitsuharu Misawa  | 5 fois  | 2e              |
| Ric Flair         | 5 fois  | 3e              |
| Shinsuke Nakamura | 5 fois  | 5e              |

## Catcheuses les plus présentes dans le top 10
| Catcheuse           | top 10 | Meilleure place |
| ------------------- | ------ | --------------- |
| Charlotte Flair     | 8 fois | 1er             |
| Gail Kim            | 6 fois | 1er             |
| Mickie James        | 5 fois | 1er             |
| Bayley              | 5 fois | 1er             |
| Cheerleader Melissa | 5 fois | 1er             |
| Beth Phoenix        | 5 fois | 2e              |
| Mercedes Moné       | 5 fois | 2e              |
| Mercedes Martinez   | 5 fois | 2e              |
| Natalya             | 5 fois | 4e              |
| Iyo Sky             | 5 fois | 4e              |

## PWIAwards
Les magazines PWI remettent des trophées annuels depuis 1972. Au contraire du PWI 500 qui est voté par le staff de PWI, les fans votent pour désigner les trophées à chaque fin d'année. Un vote est organisé à l'occasion de la dernière édition de l'année du magazine.
Un magazine spécial PWI Awards est sorti chaque année, qui ne montre pas seulement les vainqueurs, mais les trois autres qui ont reçu le plus de votes. Les catcheurs reçoivent une plaque pour chaque Trophée PWI qu'ils remportent.
Les trophées que PWI a donné sont les suivants : 
- Catcheur de l'année (depuis 1972)
- Femme de l'année (de 1972 à 1976, puis depuis l'an 2000)
- Équipe de l'année (depuis 1972)
- Match de l'année (depuis 1972)
- Rivalité de l'année (depuis 1986)
- Catcheur le plus populaire de l'année (depuis 1972)
- Catcheur le plus détesté de l'année (depuis 1972)
- Catcheur qui s'est le plus amélioré de l'année (depuis 1978)
- Catcheur le plus inspirant de l'année (depuis 1972)
- Débutant de l'année (depuis 1972)
- Stanley Weston Award (depuis 1981)
- Retour de l'année (depuis 1992)
- Catcheur indépendant de l'année (depuis 2020)

Anciens trophées :
- Manager de l'année (1972 à 1999)
- Catcheur nain de l'année (1972 à 1976)
- Commentateur de l'année (1977)

## Championnats reconnus avec un statut mondial
PWI a ses propres critères pour déterminer des championnats ayant le « Statut de Titre Mondial ».